# Schwebendes Geschäft
Mit dem unbestimmten Rechtsbegriff schwebendes Geschäft (englisch pending business) wird nach herrschender Meinung ein Vertragsverhältnis bezeichnet, das auf einen gegenseitigen Leistungsaustausch gerichtet ist, jedoch beide Vertragspartner mit der Erfüllung ihrer vertraglichen Verpflichtung noch nicht begonnen oder einer oder beide Vertragspartner ihre wesentlichen Vertragspflichten noch nicht voll erfüllt haben.
Der Begriff wird im Kontext des Bilanzrechts verwendet, weil am Bilanzstichtag zu beurteilen ist, ob der – über den Bilanzstichtag hinausgehende – Schwebezustand eines Geschäfts bilanzierungspflichtig ist.

## Allgemeines
Die Klassifizierung als schwebendes Geschäft interessiert insbesondere im Handelsrecht (Rechnungswesen), Zivilrecht, Steuerrecht und bei der Behandlung von Vertragsstörungen (z. B. in § 249 Abs. 1 Satz 1 HGB, § 49 Abs. 1 Satz 2 BGB, § 5 Abs. 4a Satz 1 EStG). Voraussetzung für ein schwebendes Geschäft ist, dass ein Vertrag geschlossen wurde, der gegenseitige Leistungen zum Inhalt hat, sodass vor allem aus gegenseitigen Verträgen im Sinne der §§ 320 ff. BGB schwebende Geschäfte resultieren können. Auch ein bindendes Vertragsangebot, dessen Annahme sicher ist, kann Auslöser für ein schwebendes Geschäft sein. Das schwebende Geschäft beginnt mit dem Abschluss eines Vertrags und endet, sobald beide Vertragspartner ihre vertragstypischen Hauptpflichten erfüllt haben. Bleiben nur noch unwesentliche Nebenpflichten unerfüllt, liegt kein schwebendes Geschäft mehr vor. Das IDW sieht als Beendigung des schwebenden Geschäftes den Erfüllungszeitpunkt der Sachleistung an, da dieses zwangsläufig bei beiden Vertragsparteien zu einer Bilanzierung führe.

## Unterschiedliche Auffassungen zur Dauer des Schwebezustands
Bei der obigen Begriffserklärung handelt es sich um die Auffassung des Bundesfinanzhofs. Allgemein anerkannt ist, dass es sich bei den schwebenden Geschäften um Verträge nach § 320 BGB handelt, in denen eine gegenseitige Leistungsverpflichtung, ein so genanntes Synallagma vereinbart wird. Das Adjektiv schwebend deutet an, dass ein bestimmtes Geschäft zwar eingeleitet, jedoch noch nicht vollständig beendet ist. Zwischen Beginn und Ende eines Geschäfts muss ein gewisser, nicht näher bestimmter Zeitraum liegen, damit es als schwebendes Geschäft eingestuft werden kann. Geschäfte, die nach keinem längeren Zeitraum enden oder sofort erfüllt werden, wie etwa Bargeschäfte, zählen nicht zu den schwebenden Geschäften.
Unterschiedliche Auffassungen bestehen bezüglich der Dauer des Schwebezustands, also über Beginn und Ende des schwebenden Geschäfts. Aus zivilrechtlicher Sichtweise kann die Dauer des Schwebezustands vom Inkrafttreten des Vertrags bis zur Erfüllung aller Verpflichtungen des Vertrags gesehen werden. Abweichend davon kann in einer wirtschaftlichen Betrachtungsweise der Beginn auch schon vor dem Inkrafttreten des Vertrages und damit vor der Unterzeichnung des Vertrages gesehen werden, nämlich wenn ein bindendes Angebot (§ 145 BGB), dessen Annahme mit einiger Sicherheit erwartet werden kann, vorliegt. Die letztere Auffassung wird von weiten Teilen des Schrifttums sowie der Rechtsprechung vertreten. Das Ende des schwebenden Geschäfts fällt aus wirtschaftlicher Sichtweise mit der zivilrechtlichen Sicht auseinander. Nicht die Erfüllung aller Verpflichtungen aus dem Vertrag von beiden Vertragsparteien wird als nötig erachtet, sondern bereits die Erfüllung der Hauptleistung mit ggf. noch offenen, unwesentlichen Nebenleistungen des zur Sach- oder Dienstleistung Verpflichteten wird als ausreichend für die Beendigung des schwebenden Geschäfts angesehen. Diese (wirtschaftliche) Sichtweise stimmt mit dem anerkannten Realisationszeitpunkt für Erträge überein, so dass das Realisationsprinzip das Ende des schwebenden Geschäfts festlegt. Andere Auffassungen gehen davon aus, dass die Leistung beider Vertragsparteien noch offenstehen müsse, damit das schwebende Geschäft noch nicht beendet ist, doch berücksichtigt diese Auffassung nicht die generell erfolgsneutrale Behandlung von Anzahlungen (siehe auch: Bilanzielle Behandlung).

## Systematik
Gegenstand von schwebenden Geschäften können insbesondere Lieferungen von Gegenständen des Anlage- oder Umlaufvermögens (Kaufverträge, Werkverträge, Werklieferungsverträge) oder Leistungen in Form von Nutzungsüberlassungen (Mietverträge, Pachtverträge, Leasingverträge, Kreditverträge), Handelsgeschäfte im Kreditwesen oder sonstiges Tun oder Unterlassen (Dienstverträge, Arbeitsverträge) sein. Grundsätzlich können die Vertragsparteien bei Vertragsabschluss von der Gleichwertigkeit der vertraglichen Verpflichtungen und zudem davon ausgehen, dass die Erbringung der einen Leistung die Erbringung der jeweiligen Gegenleistung bedingt und beide sich grundsätzlich wertgleich gegenüberstehen (Synallagma). Dabei muss es sich nicht um die Beschaffung oder den Vertrieb bilanzierungsfähiger Wirtschaftsgüter handeln, schwebendes Geschäft kann auch ein Avalkredit sein. Der Inhalt des schwebenden Geschäfts kann äußerst vielfältig sein. So kann es sich um die Lieferung von Gegenständen, Leistungen, sonstige Aktivitäten oder das Unterlassen von Aktivitäten handeln.
Schwebende Geschäfte lassen sich grob in zwei Kriterien einteilen. Zum einen kann anhand der Wiederholungshäufigkeit zwischen schwebenden Einzelschuldverhältnissen und Dauerschuldverhältnissen und zum anderen durch die Perspektive des Bilanzierenden zwischen schwebenden Absatzgeschäften und schwebenden Beschaffungsgeschäften unterschieden werden.

### Schwebende Absatzgeschäfte
Für den zur Sach- oder Dienstleistung Verpflichteten stellt sich das schwebende Geschäft als Absatzgeschäft dar. Es kann sich dabei etwa um eine Veräußerung, d. h. einen Zuordnungswechsel, eines Vermögensgegenstands (z. B. eine Maschine) oder das Erbringen einer Dienstleistung (z. B. die Reparatur einer Maschine) handeln. Für den Absetzenden stellt sich die Frage, wann er die Erträge aus dem Geschäft vereinnahmen ansehen darf (vgl. Realisationsprinzip). Des Weiteren hat er ggf. Drohverlustrückstellungen aus dem schwebenden Geschäft auszuweisen.

### Schwebende Beschaffungsgeschäfte
Das gleiche Geschäft, welches sich für den einen Vertragspartner als Absatzgeschäft darstellt, ist für den anderen Vertragspartner ein Beschaffungsgeschäft. Während sich dem Beschaffenden keine Fragen zur Ertragsrealisation stellen, kommen Drohverlustrückstellungen während des Schwebezustands des Geschäfts ebenso in Betracht wie auf Seite des Absetzenden.

### Schwebende Dauerschuldverhältnisse
Ein schwebendes Dauerschuldverhältnis ist ebenso wie ein Einzelschuldverhältnis auf der Seite des einen Vertragspartners ein Absatzgeschäft und auf der anderen Seite ein Beschaffungsgeschäft. Schwebende Dauerschuldverhältnisse weisen im Gegensatz zu Einzelschuldverhältnissen einige Besonderheiten in ihrer zivilrechtlichen Ausgestaltung auf: Die Leistungserbringung erfolgt über einen längeren Zeitraum und ist nicht auf den einmaligen Leistungsaustausch beschränkt. Das Dauerschuldverhältnis kann in dem Erfüllungszeitraum durch periodische Teillieferungen erfüllt werden, deren Umfang bei Vertragsschluss noch nicht festzustehen braucht. Dies kann die Ermittlung von Umfang und Wert der Leistung im Vergleich zu Einzelschuldverhältnissen erschweren. Die Leistungserbringung beider Vertragspartner erfolgt leistungs- bzw. zeitanteilig, womit sich der Schwebezustand bei schwebenden Dauerschuldverhältnissen nur auf den noch offenen, in der Zukunft liegenden Teil des Geschäfts bezieht. Bereits abgewickelte Teillieferungen sind daher nicht (mehr) in einem Schwebezustand.
Beispiele für schwebende Dauerschuldverhältnisse sind Miet-, Leasing-, Lizenz-, Ausbildungs- und Arbeitsverhältnisse sowie Sukzessivlieferverträge (z. B. die Lieferung von Gas und Strom). Auch Kreditgewährungen und -aufnahmen sind zu den schwebenden Dauerschuldverhältnissen zu zählen: Gegenstand des Leistungsaustausches ist nicht die Hingabe und spätere Rückzahlung eines Geldbetrages, sondern die Überlassung der Kreditvaluta zur Nutzung und die Zahlung des Preises für die Nutzungsüberlassung in Gestalt des Kreditzinses. Dies Geschäft ist solange noch in der Schwebe, wie die vereinbarten Nutzungsperioden noch in der Zukunft liegen. Nur insoweit können Verluste drohen, während sich (positive oder negative) Erfolge für die Zeit bis zum Bilanzstichtag bereits in der Gewinn- und Verlustrechnung niedergeschlagen haben.

## Bilanzielle Behandlung
Nach herrschender Meinung besteht für noch schwebende Geschäfte ein Bilanzierungsverbot durch den so genannten Nichtbilanzierungsgrundsatz schwebender Geschäfte. Dieser Grundsatz ist nicht gesetzlich kodifiziert, sondern wird aus den Grundsätzen ordnungsmäßiger Buchführung (Bilanzierung) abgeleitet.
Eine bilanzielle Erfassung von Ereignissen im Zusammenhang mit schwebenden Geschäften ist etwa bei Vor- und Nachleistungen geboten. Hierbei handelt es sich um Anzahlungen (vgl. § 266 Abs. 2, 3 HGB), Drohverlustrückstellungen (vgl. § 249 Abs. 1 Satz 1 HGB) und den Ansatz von Herstellungskosten (vgl. § 255 Abs. 2 Satz 1 HGB). Im Rahmen von Bewertungseinheiten gemäß § 254 HGB können Ansprüche und Verpflichtungen aus schwebenden Geschäften in die Bilanz eingehen, wenn sie zur Kompensation gegenläufiger Wertbewegungen eines anderen Geschäfts herangezogen werden.
Bilanziell auszuweisen sind im schwebenden Geschäft somit einerseits „Erfüllungsrückstände“ als Verpflichtungen, die sich als vom Vertragspartner (durch dessen erbrachte Vorleistung) erdiente und am Bilanzstichtag somit rückständige Gegenleistung darstellen. Andererseits sind im schwebenden Geschäft drohende Verluste zu antizipieren und als solche nach § 249 Abs. 1 Satz 1 HGB auszuweisen. Ein Verlust nach dieser Vorschrift droht, wenn und soweit der Wert der vom Kaufmann im schwebenden Geschäft zu erbringenden Leistung den Wert der von ihm zu beanspruchenden Gegenleistung überwiegt (Verpflichtungsüberschuss). Dazu reicht die bloße Möglichkeit eines Verlusteintritts nicht aus, die bei jedem schwebenden Geschäft besteht. Drohen bedeutet vielmehr, dass Anzeichen gegeben sind, die den Eintritt eines Verlusts im konkreten Fall ernsthaft bevorstehend erscheinen lassen. Eine einseitige, übervorsichtige Beurteilung entspricht einerseits nicht dem Sinn einer aussagefähigen Rechnungslegung und damit auch nicht dem Ziel einer den tatsächlichen Verhältnissen entsprechenden Darstellung der Vermögens-, Finanz- und Ertragslage (englisch true and fair view). Andererseits widerspricht sie dem Grundsatz des § 253 Abs. 1 Satz 2 HGB, wonach Rückstellungen – auch solche für drohende Verluste – nur in Höhe des notwendigen Betrages angesetzt werden dürfen. Es müssen daher – nach allgemeinen Grundsätzen der Rückstellungsbildung – mehr Gründe für das Eintreten eines Verlusts sprechen als dagegen.

### Handelsbilanz und Steuerbilanz
Dies gilt jedoch nur für die Handelsbilanz. Das Maßgeblichkeitsprinzip wurde durch die Einführung des § 5 Abs. 4a EStG (Gesetz zur Weiterführung der Unternehmenssteuerreform) am 29. Oktober 1997 eingeschränkt. Hiernach dürfen in der Steuerbilanz Rückstellungen für drohende Verluste nicht gebildet werden, es sei denn, sie ergeben sich aus der handelsrechtlichen Absicherung finanzwirtschaftlicher Risiken (Verweis auf § 5 Abs. 1a Satz 2 EStG). Dadurch steht dem handelsrechtlichen Passivierungsgebot ein steuerrechtliches Passivierungsverbot gegenüber. Diese umstrittene steuerrechtliche Gesetzesänderung hat die Diskussion um die bilanzielle Behandlung schwebender Geschäfte neu belebt.

### International Financial Reporting Standards
Die International Financial Reporting Standards erfassen in IAS 37.1 bei der Bildung von Rückstellungen oder Eventualverbindlichkeiten ausdrücklich beim bilanzierenden Unternehmen die belastenden schwebenden Verträge (englisch executory contracts). Darunter versteht man drohende Verluste, wofür nach § 248 Abs. 1 Satz 1 HGB eine Rückstellung vorzunehmen ist, und negative Marktwerte bei Derivaten. Diese weisen als gegenseitige Verträge im Zeitpunkt des Geschäftsabschlusses einen Marktwert von Null auf und sind ein bilanziell ausgeglichenes schwebendes Geschäft. Entstehen während der Laufzeit negative Marktwerte, sind diese als drohende Verluste durch Rückstellungen abzusichern.

## Schwebende Geschäfte bei Kreditinstituten
Bei Kreditinstituten besteht der gesamte Handelsbereich (Wertpapiere, Devisen, Derivate, Termingeschäfte, Sorten oder Edelmetalle) aus Finanzkontrakten, die schwebende Geschäfte zur Folge haben können. Erfüllt der eine Teil bei derartigen Handelsgeschäften seine Verpflichtungen, so kann er nicht sicher sein, ob zum selben Zeitpunkt auch der andere Teil seinen Verpflichtungen nachkommt. Das betrifft sowohl Handelsgeschäfte mit Bankkunden als auch Handelsgeschäfte unter Banken (Interbankenhandel). Bereits die Insolvenz der Herstatt-Bank im Juni 1974 hatte Kreditinstitute dazu bewogen, derartige Risiken einer insolvenzbedingten Nichterfüllung von vertraglichen Leistungspflichten in den Handelsbereichen abzubilden. Allgemein wird in der Kreditwirtschaft vom Kontrahentenrisiko oder „Herstatt-Risiko“ gesprochen. Dabei handelt es sich um die Gefahr des Ausfalls eines professionellen Marktteilnehmers (Kontrahent; der Begriff dient in diesem Zusammenhang als Gegenbegriff zu Kunde). Dies umfasst neben dem klassischen Kreditrisiko – zum Beispiel aus Geldmarktgeschäften – insbesondere auch die Ausfallrisiken, die aus Derivatepositionen oder bei der Abwicklung von Finanztransaktionen entstehen.
Unter Abwicklungsrisiken werden die nach Ablauf eines Erfüllungszeitpunktes beiderseitig nicht erfüllten Geschäfte verstanden, aus denen Wertveränderungen der gehandelten Finanzinstrumente resultieren können. Als so genanntes Vorleistungsrisiko wird das Erfüllungsrisiko angesehen, bei dem das Gegengeschäft des anderen leistungspflichtigen Vertragspartners noch nicht erfüllt ist, aber das Institut selbst bereits vertragsgemäß geleistet hat. Der Unterschied zwischen Abwicklungs- und Vorleistungsrisiken besteht also darin, ob beide Vertragspartner (noch) nicht geleistet haben, obwohl sie zur Leistung verpflichtet waren (Abwicklungsrisiko) oder ob lediglich ein Partner seiner Leistungspflicht nicht nachgekommen ist (Vorleistungsrisiko). Außerdem wird das Vorleistungsrisiko gesetzlich auf das Handelsbuch begrenzt, während sich das Abwicklungsrisiko auch auf das Anlagebuch eines Instituts erstreckt. Um diese Kontrahentenrisiken bilanziell nicht abbilden zu müssen, versuchen Kreditinstitute nach Möglichkeit, die betroffenen Geschäfte zeitlich so abzuwickeln, dass beide Vertragspartner noch bis zum Bilanzstichtag ihre Leistungen erfüllt haben. Gelingt dies nicht und ein Vertragspartner hat eine Vorleistung erbracht, so muss nach Art. 379 Nr. 1 Kapitaladäquanzverordnung (englische Abkürzung CRR) die vertragliche Gegenleistung als Risikoposition mit Eigenmitteln unterlegt werden, wenn sie nach 4 Tagen noch nicht erbracht worden ist.
Eine Ausnahme von der Nichtbilanzierung als schwebende Geschäfte ergibt sich für Kreditinstitute aus § 340e Abs. 3 HGB im Rahmen des Ansatzes von Derivaten des Handelsbestandes, weil nach dieser Bestimmung Finanzinstrumente (wie Derivate) zum beizulegenden Zeitwert abzüglich eines Risikoabschlages zu bewerten sind. Der Bilanzausweis der Derivate des Handelsbestandes erfolgt bei Kreditinstituten nach dem Formblatt der Kreditinstituts-Rechnungslegungsverordnung (RechKredV) im Aktivposten „6a. Handelsbestand“ sowie im Passivposten „3a. Handelsbestand“. Der Sicherungsgeber eines Credit Default Swaps weist in Höhe des übernommenen Kreditrisikos eine Eventualverbindlichkeit gemäß § 251 HGB oder nach § 340a HGB in Verbindung mit § 35 RechKredV und den entsprechenden Formblättern aus, solange mit einer Inanspruchnahme nicht zu rechnen ist.